# شین‌آباد (پیرانشهر)
شین‌آباد (به کردی: شیناوێ، Şînawê)، روستایی است از توابع بخش مرکزی و در شهرستان پیرانشهر استان آذربایجان غربی ایران. این روستا در دهستان پیران قرار داشته و بر اساس سرشماری سال ۱۳۸۵ جمعیت آن ۵٬۱۰۰ نفر (۵۶۵ خانوار) بوده‌است. آتش‌سوزی در مدرسه شین‌آباد در این روستا اتفاق افتاد.